# Trzeci kierunek
Trzeci kierunek (ang. 3-Way, Three Way lub Three Way Split) – amerykański film fabularny (thriller/kryminał) z 2004 r. Reżyserem projektu jest Scott Ziehl, a w głównych rolach obsadzono czołowych amerykańskich aktorów młodego pokolenia: Dominica Purcella (Skazany na śmierć), Ali Larter (Herosi), Ginę Gershon (Bez twarzy), Desmonda Harringtona (Droga bez powrotu) oraz Joy Bryant (Klucz do koszmaru). Na podstawie powieści Gila Brewera.

## Treść
Lew, pochodzący z prowincji nieudacznik, jest świadkiem uknutej z okrutną precyzją intrygi, dotyczącej porwania i zgarnięcia sporej kwoty pieniężnej. Decyduje się na zastosowanie wobec pomysłodawców przestępstwa szantażu, jednak na jego drodze zjawiają się trzy niegodne zaufania kobiety. Wszystko wymyka się spod kontroli.

## Obsada
- Dominic Purcell – Lewis "Lew" Brookbank
- Joy Bryant – Rita Caswell
- Ali Larter – Isobel Delano
- Desmond Harrington – Ralph Hagen
- Dwight Yoakam – Herbert Claremont/Clarkson
- Gina Gershon – Florence DeCroix Hagen
- Roxana Zal – Janice Brookbank